# Kompromat
Kompromat (russo: компромат, abreviação de "material comprometedor" (компрометирующий материал)) é a informação prejudicial sobre um político, um empresário ou outra figura pública, que pode ser usada para criar publicidade negativa, bem como para chantagem, muitas vezes para exercer influência em vez de ganho monetário, e extorsão. O Kompromat pode ser adquirido de vários serviços de segurança, ou totalmente falsificado, e então divulgado por meio de um funcionário de relações públicas. O uso generalizado do kompromat tem sido uma das características da política da Rússia e de outros estados pós-soviéticos.

## Etimologia
O termo kompromat é um empréstimo da gíria do KGB компромат da era Stalin, que é a abreviação de "material comprometedor" (em russo: компрометирующий материал, romanizado: komprometiruyushchy material). Refere-se a informações depreciativas que podem ser coletadas, armazenadas, comercializadas ou usadas estrategicamente em todos os domínios: político, eleitoral, jurídico, profissional, judicial, de mídia e de negócios. As origens do termo em russo remontam ao jargão da polícia secreta da década de 1930.

## Técnicas
Nos primeiros dias, o kompromat apresentava fotografias adulteradas, drogas plantadas, vídeos granulados de ligações com prostitutas contratadas pela KGB e uma ampla gama de outras técnicas primitivas de aprisionamento. Formas mais contemporâneas de kompromat aparecem como uma forma de cibercrime. Um aspecto do kompromat que resiste ao teste do tempo é que a informação comprometedora é muitas vezes de natureza sexual.

## Uso
O Kompromat faz parte da cultura política na Rússia, com muitos membros da elite empresarial e política tendo coletado e armazenado material potencialmente comprometedor sobre seus oponentes políticos. O Kompromat não necessariamente tem como alvo indivíduos ou grupos, mas coleta informações que poderiam ser úteis posteriormente. Vídeos comprometedores são frequentemente produzidos com muita antecedência de quando é necessário alavancar as pessoas.
A pesquisa de oposição é conduzida nos EUA para encontrar material comprometedor sobre oponentes políticos, de modo que tal material possa ser liberado para enfraquecer esses oponentes. Alguns afirmam que o Kompromat difere da pesquisa da oposição, na medida em que tais informações são usadas para exercer influência sobre as pessoas, em vez de simplesmente ganhar eleições. No entanto, o material comprometedor descoberto pela pesquisa da oposição não precisa ser usado apenas de forma legal ou ética. Ele pode ser usado para exercer influência sobre os líderes ocidentais tão certamente quanto pode ser usado para exercer influência sobre os líderes russos.

## História
Na década de 1950, o funcionário público britânico John Vassall foi vítima de uma operação de armadilha sexual gay, produzindo kompromat que podia ser usado contra ele, já que a homossexualidade era ilegal na Grã-Bretanha na época. Durante uma visita a Moscou em 1957, o jornalista americano Joseph Alsop também foi vítima de uma operação de armadilha sexual gay conduzida pela KGB.
Em 1997, Valentin Kovalyov foi removido como Ministro da Justiça russo depois que fotografias dele com prostitutas numa sauna controlada pela organização criminosa Solntsevskaya Bratva foram publicadas em um jornal. Em 1999, um vídeo exibido com um homem parecido com Yury Skuratov na cama com duas mulheres, que mais tarde levaria à sua demissão como Procurador Geral da Rússia. Foi divulgado depois que ele começou a investigar acusações de corrupção pelo Presidente Boris Yeltsin e seus associados.
Em abril de 2010, o político Ilya Yashin e o comediante Victor Shenderovich estiveram envolvidos em um escândalo sexual com uma mulher que alegou ter agido como uma armadilha sexual do Kremlin para desacreditar as figuras da oposição. O vídeo foi lançado apenas dois dias antes do casamento da filha de Shenderovich.
Em casos de kompromat durante o início do século 21, agentes russos foram suspeitos ou acusados de colocar pornografia infantil nos computadores pessoais de indivíduos que estavam tentando desacreditar. Em 2015, o Crown Prosecution Service do Reino Unido anunciou que processaria Vladimir Bukovsky por "imagens proibidas" encontradas em seu computador; no entanto, o caso contra Bukovsky foi suspenso enquanto os investigadores tentavam determinar se as imagens pornográficas foram plantadas. Bukovsky morreu em outubro de 2019.
Antes das eleições legislativas russas de 2016, uma fita de sexo de Mikhail Kasyanov foi exibida na NTV.
Durante as eleições presidenciais americanas de 2016, agências de inteligência dos EUA estavam investigando informações pessoais e financeiras possivelmente comprometedoras sobre o presidente eleito Donald Trump, levando a alegações de que ele e membros de sua administração poderiam estar vulneráveis à manipulação pelo governo russo.
O deputado do Partido Trabalhista britânico Chris Bryant, um ex-presidente do grupo parlamentar de todos os partidos da Rússia, que alega que o governo russo orquestrou uma campanha homofóbica para retirá-lo deste cargo, alegou que o governo russo adquiriu a kompromat em deputados de alto nível do Partido Conservador, incluindo Boris Johnson, Liam Fox, Alan Duncan e David Davis. Após um telefonema de 2016 entre Michael Flynn, Conselheiro de Segurança Nacional dos EUA, e o embaixador russo Sergey Kislyak, Flynn supostamente mentiu para a Casa Branca sobre a extensão desses contatos o colocando em uma posição vulnerável à chantagem. De acordo com o depoimento do congresso prestado pela ex-Procuradora-Geral Sally Yates, o Departamento de Justiça acreditava que "o General Flynn estava comprometido", e colocou Flynn em "uma situação onde o conselheiro de segurança nacional essencialmente poderia ser chantageado pelos russos".